# Phare des Triagoz
Le phare des Triagoz se dresse sur la roche de Guen-Bras, au centre du plateau des Triagoz dans les Côtes-d'Armor. Il a été classé au titre des monuments historiques par arrêté du 20 avril 2017.
Le bâtiment est une tour carrée en granite rose de Ploumanac'h avec saillie semi-circulaire sur un côté.

## Historique
Le phare des Triagoz fut construit sous la direction des ingénieurs Dujardin et Pelau entre 1861 et 1864, date à laquelle il fut mis en service. Il était alors équipé de lentilles de Fresnel.
Il fut électrifié en 1981, en remplacement du feu à vapeur de pétrole, et automatisé en 1984.
La lanterne du phare des Triagoz a été démontée et déposée dans la cour de la subdivision de Lézardrieux.
Une restauration du garde-corps est prévue en 2016 tandis que l'inscription au titre des monuments historiques intervient en 2017.

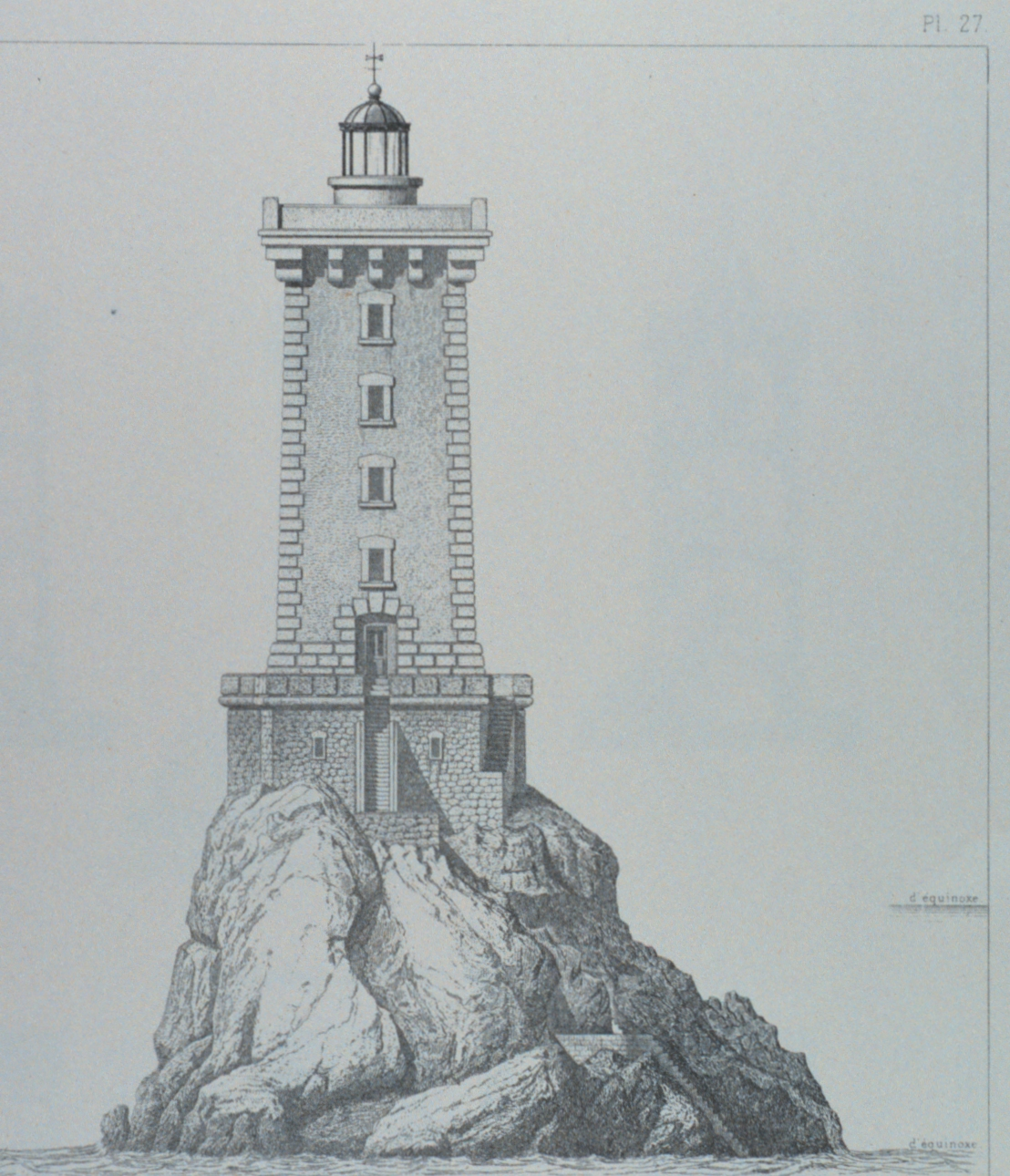
Plan.